# Aase Lionæs
Aase Lionæs, née le 10 avril 1907 à Oslo (Norvège) et morte le 2 janvier 1999 à Oslo (Norvège), est une femme politique et féministe norvégienne.

## Biographie
Aase Lionæs est née le 10 avril 1907 à Oslo en Norvège. Elle fait des études à la London School of Economics de 1935 à 1936.

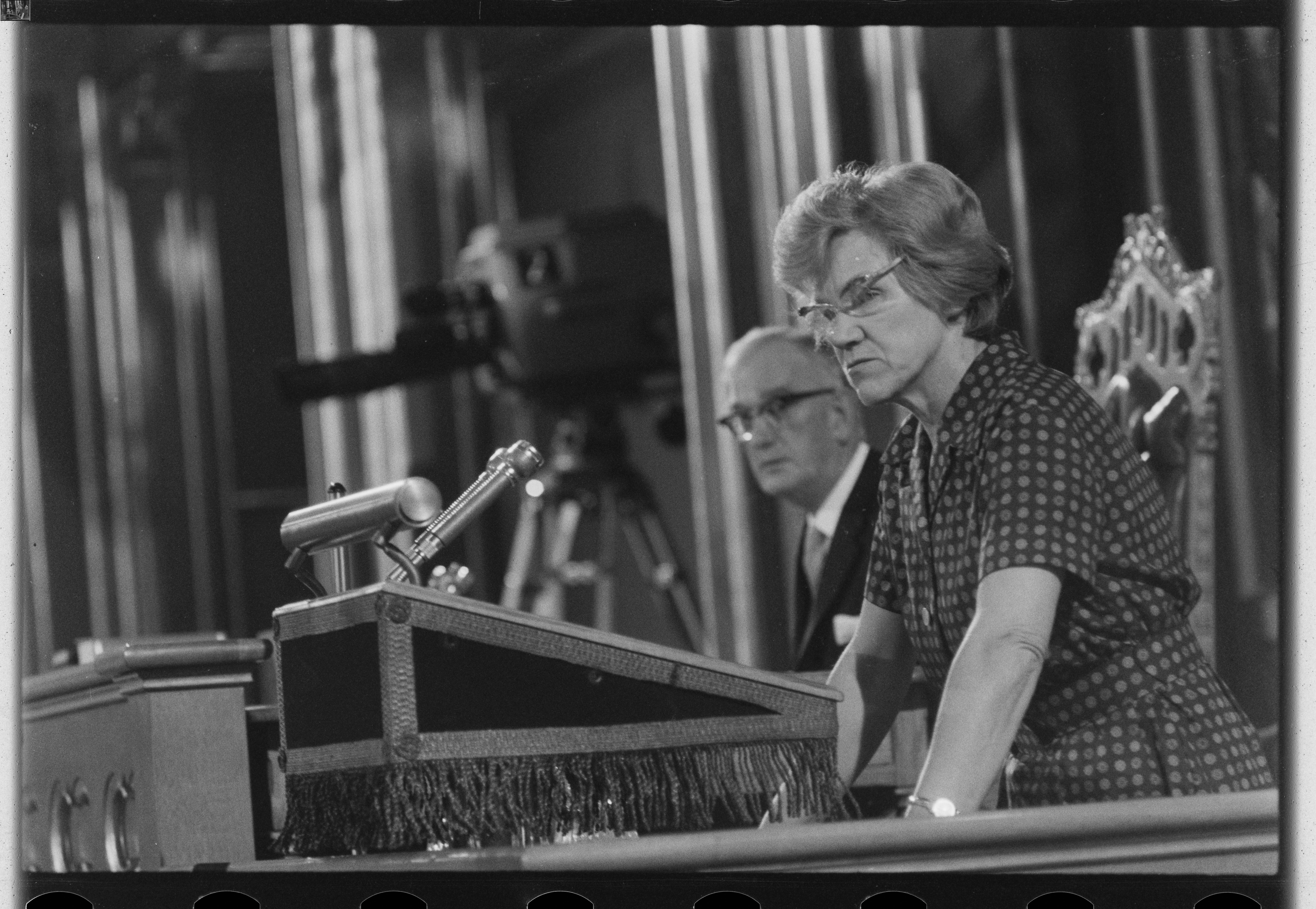
Aase Lionæs lors d'un débat parlementaire en 1963.

Elle est membre du Parti travailliste.
De 1934 à 1937 (puis de nouveau de 1945 à 1947), elle est membre du conseil municipal d'Oslo. De 1948 à 1968, elle est membre du comité Nobel norvégien, comité qu'elle préside de 1968 à 1977.
De 1954 à 1957, elle est députée suppléante puis est elle-même élue en 1958 au Storting, le parlement norvégien, pour la circonscription d'Oslo, avant d'être réélue quatre fois par la suite.